# Baetis melanonyx
Baetis melanonyx is een haft uit de familie Baetidae. De wetenschappelijke naam van de soort is voor het eerst geldig gepubliceerd in 1843 door Pictet.
De soort komt voor in het Palearctisch gebied.